# Vasilij Vasiljevič Prončiščev
Vasilij Vasiljevič Prončiščev (rusky Василий Васильевич Прончищев; 1702 Bogimovo – 29. srpna 1736 Tajmyr) byl ruský námořní důstojník a polární badatel. Byl jedním z velitelů Velké severní expedice.

## Život

### Před expedicí
Narodil se v roce 1702 na panství Bogimovo v Taruském újezdě (12 km od města Alexin) v šlechtické rodině Prončiščevů. Byl pátým dítětem v rodině. V dubnu 1716 nastoupil jako student na moskevskou Školu matematických a navigačních nauk. V roce 1718 byl přeložen do Petrohradu na Akademii námořní stráže (studoval u Čeljuskina, Charitona a Dmitrije Laptěva) a v březnu 1718 se stal mičmanem. Byl jedním z nejlepších studentů Akademie. Od roku 1718 do roku 1724 byl kadetem navigátorem v Baltské flotile. V roce 1722 se zúčastnil Perského tažení Petra Velikého.
Prončiščev patril spolu s Pjotrem Lasseniusem a Ivanem Košelevem do zkušební komise pro kormidelníky, podkormidelníky a kormidelnické učně v Kronštadtu. Jedním ze zkoušených byl i Andrej Velikopolskij.

### Velká severní expedice
V roce 1732 požádal Prončiščev o přijetí do Velké severní expedice. V roce 1733 byl povýšen na poručíka a zapsán mezi členy Velké severní expedice, což urychlilo jeho sňatek s Taťánou Kondyrevovou. Protože expedice byla navržena na 6 let, mnoho důstojníků a také někteří z nižších řad odešlo na Sibiř v doprovodu svých rodin. Prončiščev proto udělal to samé, oženil se a vzal s sebou na expedici svou manželku. V roce 1733 se vydal z Petrohradu do Moskvy, poté do Tobolska, odkud dále cestoval do Jakutska, kam dorazil v květnu 1734. Konec roku 1734 byl věnován přípravám na expedici. Prončiščev se stal vedoucím oddílu, který měl najít námořní cestu od Leny do Jeniseje, kvůli tomu bylo nutno obeplout tehdy zcela neznámý poloostrov Tajmyr. Úkolem Prončiščevova oddílu, který se skládal z více než 40 lidí, včetně navigátora Semjona Čeljuskina a zeměměřiče Nikifora Čekina, bylo provést inventarizaci pobřežní oblasti západně od ústí Leny, provést kartografické průzkumy, měřit hloubky moří a říčních zálivů, zkoumat proudy a větry.
V lednu 1735 byla v Jakutsku postavena dvojstěžňová šalupa Jakutsk, nevelké říční a příbřežní plavidlo s plochým dnem, vybavené plachtami i vesly. Poručík Prončiščev byl jmenován velitelem Jakutsku. Na konci června 1735 vyplul z Jakutsku a dne 25. srpna 1735 dosáhl ústí řeky Oleněk a rozhodl se tam přezimovat. Polárníci si postavili dvě chatrče z naplaveného dřeva a jejich zimní jídelníček se skládal většinou z mražených ryb. Pro ty, kteří neodmítali jíst stále dokola ryby, bylo zimování úspěšné, zbytek (mezi nimi i manželé Prončiščevové) vykazovali první známky kurdějí. Nedaleko zimoviště se nacházela malá osada ruských lovců kožešin, poblíž bydleli také sibiřští domorodci, kteří zimoviště expedice navštěvovali. Od nich se Vasilij Prončiščev doslechl, že domorodci našli rudu na březích řeky Anabar.
V létě 1736 se až na začátku srpna uvolnily ledové kry na moři natolik, že mohl Jakutsk pokračovat v plavbě na západ k poloostrovu Tajmyr. Dne 5. srpna se expedice dostala k ústí Anabary, odkud Prončiščev vyslal proti proudu zeměměřiče Baskakova. Při prohlídce hor sesbíral několik vzorků rudy, o které vykládali domorodci. Později profesor Gmelin analyzoval vzorky a určil přítomnost síry v rudě. Expedice po Baskakově návratu pokračovala v cestě, v polovině srpna oddíl doplul k levému břehu zálivu u ústí Chatangy. Pak se Prončiščev otočil severním směrem a dne 17. srpna u východního pobřeží Tajmyru objevil ostrovy, které pojmenoval po Petru I. Objevil také Ostrov proměnění. V následujících dnech se expedice pohybovala dále na sever podél okraje souvislého ledu a držela se u pobřeží Tajmyru. Pobřeží bylo zcela opuštěné, bez sebemenší známky osídlení. Na 77° zeměpisné šířky cestu Jakutsku zablokoval silný led a volné moře začalo zamrzat. Prončiščev se rozhodl vrátit zpět a vyhledat zimoviště. Zpět Jakutsk plul stejnou cestou podél východního pobřeží poloostrova Tajmyr. Chlad, únava a mizivé zásoby jídla vedly k tomu, že na lodi propukly kurděje. Silně nemocný byl i sám Prončiščev.

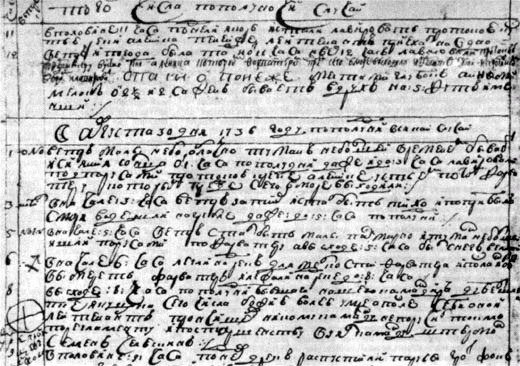
Stránka z lodního deníku šalupy Jakutsk o smrti poručíka Prončiščeva.

Expedice se neodvážila zakotvit v Chatanžském zálivu, protože pobřeží bylo příliš pusté, neobydlené. Prončiščev vedl šalupu zpět k Oleněku, kde přezimovali předchozí zimu. Ale bouřlivé větry nedovolovaly přiblížit se ke břehu. Dne 29. srpna se poručík Prončiščev vydal na malém člunu hledat průchod pro Jakutsk. Jeho člun uvízl mezi krami, vylezl proto na led, aby člun přetáhl. Bohužel si při tom zlomil nohu v holeni. Doplazil se ještě zpět na člun, kde upadl do bezvědomí a ještě téhož dne zemřel na syndrom tukové embolie v důsledku otevřené zlomeniny holenní kosti levé nohy. Dlouho se věřilo, že Prončiščev zemřel na kurděje, až v roce 1999 po otevření jeho hrobu a prozkoumání ostatků, se zjistila skutečná příčina úmrtí.

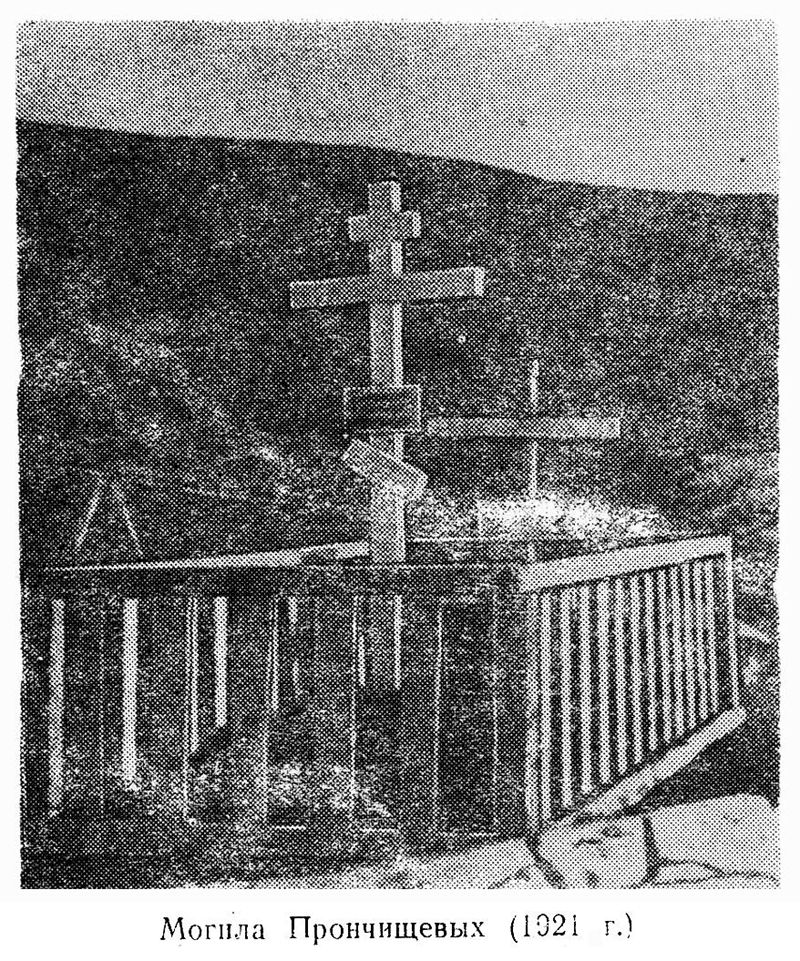
Hrob manželů Prončiščevových. Foto z roku 1921.

O 13 dnů později zemřela i jeho žena, první polární cestovatelka.
V průzkumu pobřeží Tajmyru po smrti Prončiščeva pokračovali Chariton Laptěv a Semjon Čeljuskin.

### Výsledky Prončiščevovy expedice
Vasilij Prončiščev významně přispěl k výzkumu Arktidy. Objevil řadu ostrovů u severovýchodního pobřeží Tajmyrského poloostrova (Faddějovy ostrovy, Ostrovy Komsomolské Pravdy, Petrovy ostrovy) a prozkoumal severovýchodní část pohoří Byrranga.
Prončiščevova expedice jako první zhotovila přesnou mapu koryta řeky Leny od Jakutska až k ústí, přístrojově určila polohu ústí Leny, zhotovila podrobnou mapu této řeky, provedla pozorování ledového režimu, přílivu a odlivu a meteorologický režim této oblasti. Byla také vypracována mapa pobřeží moře Laptěvů od ústí Leny až po Faddějův záliv. Celková délka pobřeží moře Laptěvů popsaného Prončiščevem byla asi 500 km. Po cestě jihozápadně od ústí Oleněku objevil pohoří, které bylo později pojmenováno Prončiščevův hřbet.

## Cestovatelova manželka
Prončiščevova manželka Taťána Fedorovna (rozená Kondyrevová) cestovala spolu se svým manželem a stala se první ženou, která se kdy zúčastnila arktické expedice. Vasilij a Taťána se vzali na cestě na Sibiř dne 20. května 1733. Taťána přežila svého manžela jen o 13 dní, zemřela pravděpodobně na zápal plic. Po smrti Prončiščeva a jeho manželky přeživší členové expedice odvezli těla manželů na Tumulský mys u ústí řeky Oleněk a tam je pohřbili.
Taťánina účast na polární expedici byla neoficiální. Skutečná účast na expedici a Taťánina smrt byla zdokumentována pouze v lodním deníku Jakutsku, aniž bylo uvedeno její jméno.
V roce 1913 pojmenovali kartografové hydrografické expedice do Severního ledového oceánu nově objevený mys po Prončiščevové. Na mapě ho označili jak M. Prončiščevová (tedy Mys Prončiščevová). Při přepisu map v roce 1921 bylo písmeno M chybně interpretováno jako první písmeno křestního jména a proto se o ní začalo psát jako o Marii Prončiščevové. Pod jménem Marie se s ní můžeme setkat často v dokumentech 20. století. Až v roce 1983 bylo studentem Moskevské státní univerzity Bogdanovem vyčteno v archívech její skutečné jméno - Taťána Fedorovna.

## Památka na Prončiščevovi

### Hrob Prončiščevových
Hrob Prončiščevových se dochoval až do současnosti. V roce 1875 ho objevil geolog Alexandr Lavrentievič Čekanovskij. V roce 1893 na hrobě obnovil kříž ruský arktický průzkumník Eduard Gustav von Toll a v roce 1921 ho obnovil hydrograf Nikolaj Jevgenov.
V roce 1999 byl hrob otevřen, ostatky obou manželů exhumovány a znovu pohřbeny expedicí Archeologického ústavu Ruské akademie věd a Klubu dobrodružství. Byly zrekonstruovány tváře manželů, namalovány jejich portréty a byla zjištěna skutečná příčina Prončiščovovy smrti. Ačkoliv se v lodním deníku zachovaly zprávy o tom, že Prončiščev měl kurděje, nechyběl poručíkovi ani jeden zub, kurděje tedy byly vyloučeny. Zároveň byla odhalena otevřená zlomenina holenní kosti.
Hrob manželů Prončiščevových se nachází ve středu vesnice Usť-Oleňok. Nedaleko se nachází polární stanice, jejíž pracovníci společně s místními obyvateli se pravidelně starají o hrob a pečlivě ho chrání jako historickou památku.

### Památky

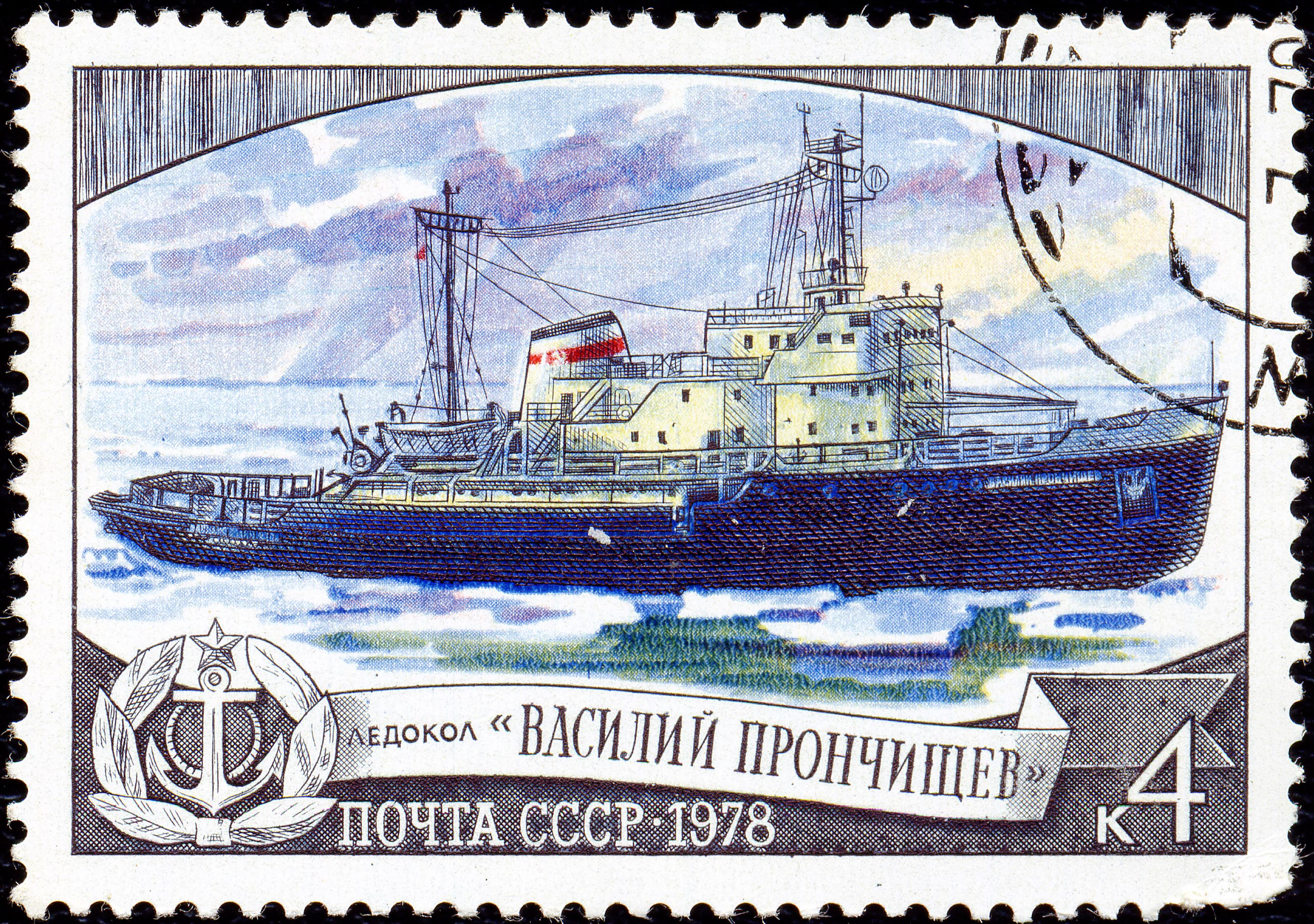
Poštovní známka SSSR s ledoborcem Vasilijem Prončiščevem. Rok 1978.

- Poštovní známka SSSR s ledoborcem Vasilijem Prončiščevem. Rok 1978.Na počest Vasilije Prončiščeva je pojmenována část východního pobřeží Tajmyru - Prončiščevovo pobřeží, Prončiščevovo jezero, Mys Prončiščeva ve východním Tajmyru a Prončiščevův hřbet mezi ústím řek Oleněk a Anabar.[8]
- Zátoka Marie Prončiščevové v moři Laptěvů.
- Ledoborec Vasilij Prončiščev z roku 1961.
- V Kaluza a Taruse byly po Prončiščevovi pojmenovány ulice.
- V osadě Bogimovo byla instalována pamětní deska na stěně domu panství rodu Prončiščevů.
- O osudu výpravy a Prončiščevových vypráví hra sovětského dramatika Vladimíra Fedorova Souhvězdí Marie.
- V roce 2017 byl natočen film o životě a skutcích Vasilije Prončiščeva První.
- Sibiřský básník Ignatij Rožděstvenskij v 50. letech 20. století napsal báseň Prončiščev věnovanou manželům Prončiščevovým.